# Anna Bonel
Anna Bonel (Pavia, 13 maggio 1960) è una doppiatrice italiana.

## Attrice
Compare in tre episodi della sitcom I cinque del quinto piano (1988) con ruoli diversi.

## Doppiaggio

### Cinema
- Suzanne Ventulett in Mayflower Madam
- Taylor Fry in La piccola principessa
- Andrew Fullerton in The Butcher Boy

### Serie televisive
- Stacy Kamano in Supereroi per caso: Le disavventure di Batman e Robin
- Jennifer Young e Heidi Kozac in La signora del West
- Melina Kanakaredes, Wendy Kaplan, Alexandra Neil e Jennifer Roszell in Sentieri
- Gabriela Goldsmith in Semplicemente Maria

### Film d'animazione
- Sophine in BAOH

### Serie animate
- Tina (1a voce) in Tilt Tv
- Jean Grey / Fenice in Insuperabili X-Men
- Simone in Pennellate di poesia per Madeline
- Mandolino in Mille luci nel bosco
- Aspide in Lady Lovely
- Zia in Jacob due due
- Marco in Messaggeri coraggiosi - Un passo dopo l'altro sulle strade di Gesù
- Elica il gatto in Clémentine
- Sissy in Diventeremo famose
- Mimì in Bentornato Topo Gigio
- Sakura Momomiya (madre di Strawberry) in Mew Mew - Amiche vincenti
- Amy in Una per tutte, tutte per una
- Yumi in Fancy Lala
- Denny in I cinque samurai
- Kiki in Il libro della giungla (serie del 1989)
- Mocky in L'allegro mondo di Talpilandia
- Aretha in Ryo, un ragazzo contro un impero
- Lisa in Sun College (dal 40º episodio)
- Principessa Shalala in Viaggiando nel tempo
- Rita in F - Motori in pista
- Fiore di Luna in I cavalieri dello zodiaco
- Kiki in I Cavalieri dello zodiaco
- Cameriera in Area 88, l'anticamera dell'inferno
- Hellcat 2 in Dimension Hunter Fandora
- Sayoko Mano in Yoko cacciatrice di demoni
- Gushoshin Blu in Eredi del buio
- Signora Brief in Dragon Ball (1^ voce) e Dragon Ball Z - Il Super Saiyan della leggenda (ed. Mediaset)
- Rosarossa, Principessa in Le fiabe son fantasia
- Baba in Mille magie Doremì

### Videogiochi
- Grunt Dopey in Halo 2[1]
- Sibilla Cooman in Harry Potter e l'Ordine della Fenice[2]